# Каратазький землетрус
Каратазький землетрус — руйнівливий землетрус, що стався 8 вересня 1907 року на території сучасних Таджикистану та Узбекистану.
Землетрус проявився в серії поштовхів, з яких три були особливо потужними, і відбувалися один за одним з перервою в чверть години. Сила найбільших поштовхів склала 9-10 балів.
Каратазький землетрус охопив територію площею в 2 тисячі км². За словами М. М. Бронникова, автора статті «Каратазький землетрус», опублікованої 1908 року:
|  | «Це грандіозне лихо, що виходить з ряду звичайних землетрусів, як за величиною постраждалої площі та чисельними руйнуваннями, так і за числом жертв» |

Від землетрусу постраждало понад 150 кишлаків і загинуло понад тисячу осіб.

## Джерело-посилання
- Нурмагамбетов Алкуат (сейсмолог, доктор геолого-мінералогічних наук) Руйнівливі землетруси ХХ століття[недоступне посилання з квітня 2019] (PDF) на ТОВ ЕКО-ГЕО (м. Алмати) [Архівовано 11 серпня 2020 у Wayback Machine.] (рос.)